# Orphinus congoanus
Orphinus congoanus là một loài bọ cánh cứng trong họ Dermestidae. Loài này được Pic mô tả khoa học năm 1950.